# Curt Peters
Erik Richard Curt Peters, född 8 mars 1900 i Stockholm, död 21 december 1982 i Stockholm, var en svensk konstnär, främst känd som tidningstecknare och illustratör.
Curt Peters var självlärd som konstnär. 1921 hade han en separatutställning i Berlin och 1922 deltog han med en litografi på Liljevalchs vårsalong. Han ägnade sig åt teckning, grafik, måleri och skulptur men det är främst som tidningstecknare och illustratör han blivit känd. Han medverkade från 1924 i tidskriften Vi (dåvarande Konsumentbladet) där han senare också blev anställd. När Konsumentbladet 1936 bytte namn till Vi utformade Peters den nya logotypen. I Vi illustrerade han bland annat Lennart Hellsings berättelser om Krakel Spektakel och Kusin Vitamin (i boken är det Stig Lindberg som ritat). Peters bidrog också med teckningar i Dagens Nyheter och i olika tidningar som stod arbetarrörelsen nära.
På 1920- och 1930-talen gjorde Curt Peters biografaffischer för Skandias Filmbyrå och illustrerade böcker av bland andra Erik Zetterström och Frank Heller.
Intresseorganisationen Svenska tecknare tilldelade 1981 Curt Peters Knut V Pettersson-stipendiet.